# An Tường (xã)
An Tường là một xã thuộc huyện Vĩnh Tường, tỉnh Vĩnh Phúc, Việt Nam.

## Địa giới hành chính
Xã An Tường nằm ở phía tây nam của huyện Vĩnh Tường, thuộc tả ngạn sông Hồng.
- Phía đông giáp xã Vĩnh Thịnh, huyện Vĩnh Tường;
- Phía nam giáp xã Đường Lâm, thị xã Sơn Tây và xã Cam Thượng, huyện Ba Vì, Hà Nội (ranh giới tự nhiên là sông Hồng);
- Phía tây giáp xã Minh Châu, huyện Ba Vì;
- Phía bắc giáp các xã Lý Nhân và Tuân Chính, huyện Vĩnh Tường.

Xã An Tường bao gồm các làng Kim Đê, Thủ Độ, Bích Chu và Cam Giá.

## Diện tích và dân số
Xã có diện tích đất tự nhiên khoảng hơn 560 ha, dân sô hơn 8000 người.

## Di tích
Đình Bích Chu, Đình Cam Giá và Đình Thủ Độ nằm tại xã là di tích lịch sử đã được xếp hạng quốc gia.

## Kinh tế
An Tường là xã có dòng Sông Hồng chảy qua nên đất là đất bãi bồi tương đối màu mỡ rất thuận lợi cho giao thông đường thủy và phát triển nông nghiệp đặc biệt là canh tác các loại cây hoa màu. Thôn Cam Giá và Kim Đê có diện tích đất canh tác lớn nên thuận lợi phát triển nông nghiệp.
Hai thôn còn lại do gần chợ Vòng và người dân có nghề mộc truyền thống lâu đời nên phát triển mạnh tiểu thủ công nghiệp. Các làng nghề mộc Thủ Độ, An Tường, Bích Chu... một thời nổi tiếng khắp trong Nam ngoài Bắc.